# حیات وحش استان کرمانشاه
استان کرمانشاه یکی استان‌های متنوع از نظر ‌بوم‌شناسی در ایران است و به دلیل پستی و بلندی‌ها و تنوع اقلیمی زیاد، گونه‌های جانوری متنوعی در این استان یافت می‌شوند. تا کنون در این استان ۱۸۰ گونه پرنده، ۴۵ گونه پستاندار، ۳۳ گونه ماهی و ۳۴ گونه خزنده شناسایی شده‌اند. مناطق حفاظت شده در حدود ۶.۷ درصد از مساحت کل استان کرمانشاه را تشکیل می‌دهند و در حدود ۶۰ محیط‌بان در آن فعالیت می‌کنند که تعداد کم محیط‌بانان باعث شکار بی‌رویه و انقراض گونه‌های نادر این استان شده است. کرمانشاه زیستگاه یک چهارم گونه‌های پستاندار ایران و گونه‌های در حال انقراضی مثل خرس قهوه‌ای و شوکا است.

## تاریخ

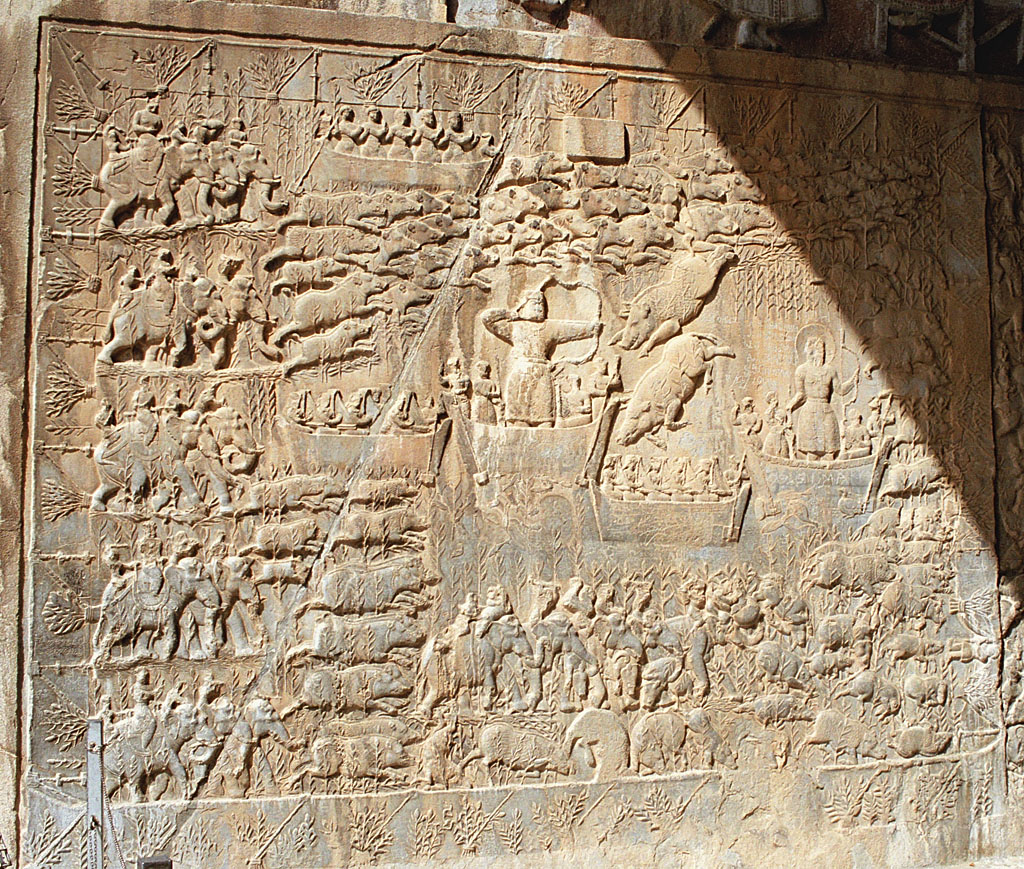
شکار گراز در ایوان بزرگ طاق‌بستان

استخوان‌های کشف شده در غار شکارچیان  که آثاری از دورهٔ پارینه سنگی میانی تا عصر حاضر را در بر دارد نشان از وجود حیواناتی چون گوزن، آهو، کل یالدار، اسبیان و گراز دارد.
بقایای به جا مانده در غار وزمه در شمال شرقی دشت اسلام‌آباد غرب نشان می‌دهد که گونه‌های متنوعی در این غار وجود داشته‌اند. این یافته‌ها شامل بقایای روباه سرخ، کفتار خال‌دار، خرس قهوه‌ای، گرگ، گربه‌سانان(شیر، پلنگ، سیاه‌گوش/وشق و گربه‌وحشی)، راسویان (گورکن، گربه قطبی، سمور‌)، زبادان (خدنگ)، جفت‌سم‌سانان (گاوان، گوزن، گراز)، اسبیان، کرگدن، همچنین حیوانات کوچک شامل (خرگوش صحرایی قهوه‌ای، تشی، لاکپشت زمینی، مارها و پرندگان) بوده که تا حدود ۷۰ هزار سال پیش در این ناحیه می‌زیسته‌اند.
در نقش‌برجسته‌هایی که بر دیواره‌های طاق‌بستان به جای مانده در شکارگاه خسروپرویز نقش گراز بسیار چشم‌گیر است و صحنه‌های شکار گوزن، شنای ماهیان و شیرجه مرغابیان در آب به تصویر کشیده شده است. شکار یکی از تفریحات شاهان ساسانی بوده و برنامه شکار از پیش تنظیم می‌شده. شکار بزکوهی و گوزن در زمان پارتیان و شکار گراز در زمان ساسانیان بسیار رایج بوده است.

## گونه‌های جانوری

### پرندگان
کوچ پرندگان مهاجر به استان کرمانشاه هر سال از نیمۀ آبان آغاز می‌شود و این پرندگان معمولاً تا ماه بهمن در کرمانشاه می‌مانند. در آبان ۱۴۰۰ اعلام شد که به دلیل تغییرات اقلیمی و گرم شدن هوا، کوچ پرندگان از عرض‌های شمالی تغییر کرده و دیرتر آغاز می‌شود. مبدأ بیشتر پرندگان مهاجر به کرمانشاه از عرض‌های شمالی و مناطقی همچون اروپا و قسمتی از روسیه است. یکی از مهم‌ترین فرودگاه‌های پرندگان مهاجر در استان کرمانشاه تالاب هشیلان است که پرندگانی مانند غاز خاکستری، اگرت، حواصیل، سرسبز و ... هر ساله به آن مهاجرت می‌کنند. ادارۀ محیط زیست استان کرمانشاه هر ساله از اوایل دی ماه سرشماری این پرندگان را آغاز می‌کند که این فرآیند حدود یک ماه ادامه دارد.
بنا بر سرشماری پرندگان در دی‌ماه سال ۱۳۹۸ که در ۲۲ سایت محل حضور پرندگان انجام شده‌است، سه گونۀ سار، اگرت و حواصیل بیشترین پرندگان سرشماری شده در استان بود و همچنین تعداد قابل توجهی از پرندگان در کرمانشاه دارای جمعیت میلیونی اعلام شده‌اند. در این سرشماری هیچ موردی از آنفلوآنزا و تلفات مشکوک در میان جمعیت پرندگان وحشی و مهاجر استان ثبت نشده‌است.

### آبزیان
فراوانی ماهیان
بیشتر ماهیان شناسایی شده در کرمانشاه بومی ایران هستند به جز آمورچه که جزو ماهیان شرق آسیا است و گونه‌ای مقاوم و با تولید مثل بالاست که وجود انبوه این ماهیان غیر بومی یکی از دلایل اصلی کاهش جمعیت برجی از گونه‌های بومی است. در استان کرمانشاه کپورماهیان جمعیت غالب و پس از آن سگ‌ماهیان جویباری قرار دارند.

### پستانداران
در پناهگاه حیات وحش قراویز بالغ بر ۲۵۰۰ راس آهوی گواتردار زندگی می‌کنند و از این منطقه به عنوان زیستگاه اصلی این گونه در ایران یاد می‌شود. خشکسالی و چرای بیش از حد دام‌های اهلی در این منطقه باعث کاهش علوفه و غذای در دسترس این آهوها شده که در نتیجۀ آن گاه آهوها برای دستیابی به غذا به مزارع منطقه خساراتی وارد می‌‌کنند. همچنین در این منطقه روباه، شغال، گرگ و کفتار نیز زندگی می‌کند و گمانه‌زنی‌هایی دربارۀ وجود پلنگ نیز مطرح شده که تاکنون به‌طور مستقیم مشاهده نشده‌است.
در اردیبهشت سال ۱۳۹۷ تصویر یک قلاده پلنگ ایرانی در زیستگاهی نزدیک شهر باینگان توسط سازمان حفاظت محیط زیست استان کرمانشاه ثبت شد. در آذر ۱۴۰۱ برای دومین بار تصویر یک قلاده پلنگ ایرانی در منطقه حفاظت شده بوزین و مرخیل در هورامان ثبت شد.

### خزندگان
۲۰ گونه خزنده در استان کرمانشاه زندگی می‌کند. گکوی انگشت‌برگی کرمانشاهی خزنده‌ای کمیاب است که تنها گونۀ سوسمار در کوه‌های زاگرس به شمار می‌آید. سمندر آتشین و سمندر خال زرد کردستانی دو خزندۀ دوزیست هستند که نمونه‌هایی از آن‌ها در منطقۀ حفاظت‌شدۀ بوزین و مره‌خیل مشاهده شده‌است. افعی شاخدار دم‌عنکبوتی نیز از جمله مارهایی‌ست که در استان کرمانشاه زندگی می‌کند.

### گونه‌های منحصر به فرد
گونۀ نادری با نام گکوی انگشت‌برگی کرمانشاهی با نام علمی «آساکوس کرمانشاهنسیس» در سال ۱۹۹۶ شماسایی شد که که تنها در در تالاب هشیلان و غارهای منطقه حفاظت‌شدۀ بیستون وجود دارد. از این گونۀ کمیاب در آن زمان تنها دو نمونۀ نر و یک نمونۀ ماده شناسایی شده‌است. در ۱۷ خرداد ۱۳۸۵ مدیر کل محیط زیست استان کرمانشاه از مشاهدۀ ۶ نمونه از این سوسمار در ارتفاعات میان‌راهان و کندوله خبر داد که تنها گونه از سوسمار در کوه‌های زاگرس به شمار می‌آید.
افعی شاخدار دم‌عنکبوتی از گونه‌های منحصربه‌فرد مار است که فقط در استان‌های کرمانشاه و ایلام مشاهده شده و گزارشی مبنی بر مشاهدۀ آن در کشورهای دیگر به ثبت نرسیده‌است. در ۲۱ تیر ۱۳۹۹ اعلام شد که نمونه‌ای از این مار در منطقۀ حفاظت‌شدۀ زله‌زرد در شهرستان گیلانغرب مشاهده شده‌است.
همچنین گونۀ نادری از خفاش گوش‌موشی در غار قوری‌قلا در شهرستان روانسر زندگی می‌کند.

### گونه‌های در خطر

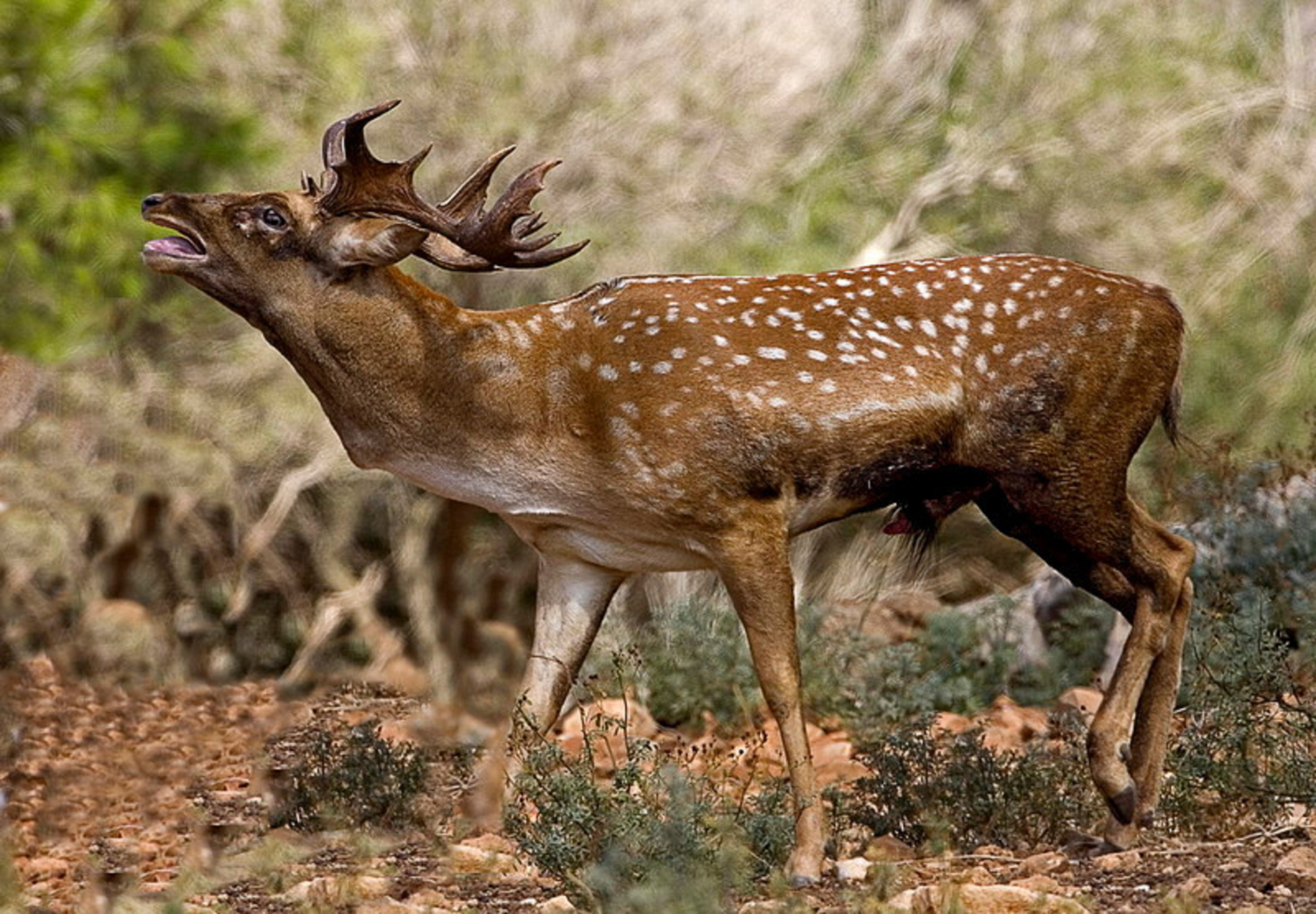
گوزن زرد ایرانی

در حال حاضر گونه‌هایی در مناطق حفاظت شده در خطر شناخته شده‌اند و در خطر انقراض قرار دارند.
- پستانداران: یوزپلنگ آسیایی در حال حاضر جمعیت بسیار محدودی در استان دارد و فقط در منطقۀ هورامان ثبت شده‌است.[۲۲] در آذر ۱۴۰۳ کارشناس حیات وحش محیط زیست استان کرمانشاه اعلام کرد که در سالیان گذشته دو قلاده پلنگ در منطقه زله‌زرد وجود داشته که از بین رفته‌اند.[۲۳] گفته می‌شود که پلنگ ایرانی در گذشته در نقاط مختلف استان کرمانشاه مشاهده شده‌است، اما از آنجا که ثبت مشاهدۀ آن دشوار است، تاکنون تنها در هورامان ثبت شده‌است.[۲۲] در سال ۱۳۹۷ (خورشیدی) محیط‌بانان با کار گذاشتن دوربین در منطقه بوزین و مرخیل موفق به ثبت اولین تصویر از پلنگ ایرانی در این منطقه شدند.[۲۴] شوکا و شاه‌روباه نیز از پستانداران در معرض خطر استان محسوب می‌شود که شوکا در منطقۀ هورامان ثبت شده‌است.[۲۲] همچنین شمار گرگ‌ها به دلیل شکار توسط روستاییان به شدت کاهش پیدا کرده است. روند کاهش شدید جمعیت گونه‌های جانوری کرمانشاه در مورد بسیاری از گونه‌های جانوری دیگر شامل شغال، گربه وحشی، سیاه‌گوش، آهو، کل‌وبز و قوچ‌ومیش را هم شامل می‌شود.[۴] گونه‌های کل و بز، قوچ، میش و آهو نیز در دستۀ گونه‌های آسیب‌پذیر قرار دارند که وضعیت بهتری نسبت به گونه‌های در معرض خطر دارند.[۲۲]
- دوزیستان: تا سال ۱۳۹۵ (خورشیدی) گونه منحصر به فرد پروتیوس تنها در غار قوری‌قلا و غار شهر پستیوم اسلوونی وجود داشت که از گونه‌های به جا مانده از دوران سوم زمین‌شناسی بود که پس از بارها سرقت این گونه جانوری و کشف چندین پروتیوس مرده در فرودگاه امام خمینی این گونه جانوری در ایران منقرض شد.[۲۵]
- خزندگان: از میان خزندگان گکوی کرمانشاهی، افعی شاخدار دم‌عنکبوتی، سوسمار خاردُم بین‌النهرین و سمندر آتشین از خزندگان در معرض خطر استان کرمانشاه هستند.[۲۲] در تیر ۱۴۰۲ برای نخستین بار ۵ فرد از گونۀ سمندر آتشین در منطقۀ حفاظت‌شدۀ بوزین و مره‌خیل در شهرستان پاوه مشاهده شد. سمندر آتشین از گونه‌های تحت خطر در استان کرمانشاه است که تحت حفاظت نیز قرار ندارد.[۱۸] فروش و قاچاق گونه‌های جانوری به خصوص خزندگان یکی از عوامل تهدید کننده گونه‌های جانوری کرمانشاه است، براساس گزارشی در یک گروه فیسبوکی خصوصی یک شهروند اهل ‌چک اقدام به ارائه گکوی پلنگی ایرانی از استان‌های خوزستان، ایلام و کرمانشاه کرده است.[۲۶]
- پرندگان: از میان پرندگان میش‌مرغ، کرکس مصری، دراج و هوبره از مهم‌ترین گونه‌های در معرض خطر استان کرمانشاه هستند که هوبره عمدتاً در منطقۀ نفت‌شهر ثبت شده است.[۲۲] در آذر ۱۴۰۳ برای نخستین بار یک بهله پرندۀ هما (به کُردی: پیروزه یا سوره‌دال) در منطقۀ حفاظت‌شدۀ بوزین و مره‌خیل مشاهده شد. این پرنده که از لاشه‌ها تغذیه می‌کند در فهرست پرندگان در معرض خطر انقراض ایران قرار دارد.[۲۷]

| گونه            | تعداد فعلی                                                  | سال                 | منطقه          | مساحت منطقه حفاظت | وضعیت     |
| --------------- | ----------------------------------------------------------- | ------------------- | -------------- | ----------------- | --------- |
| گوزن زرد        | ۶ عدد (۲ ماده، ۴ نر) کاهش جمعیت ۷ عدد (۲ ماده، ۵ نر) ۱۰ عدد | ۱۳۹۳ ۱۳۹۱ زمان ورود | قلاجه          | ۱۰ هکتار          | تحت حفاظت |
| پروتیوس         | ۰                                                           | ۱۳۹۵                | غار قوری‌قلا    | ۰                 | منقرض شده |
| هوبره آسیایی    | ؟                                                           | ؟                   | گیلانغرب       | ناموجود           | عدم حفاظت |
| کرکس مصری       | ؟                                                           | ؟                   | ؟              | ناموجود           | عدم حفاظت |
| افعی دم عنکبوتی | ؟                                                           | ؟                   | ؟              | ناموجود           | عدم حفاظت |
| خرس قهوه‌ای      | ؟                                                           | ؟                   | ؟              | ناموجود           | عدم حفاظت |
| شوکا            | ؟                                                           | ؟                   | بوزین و مره‌خیل | ناموجود           | تحت حفاظت |
| پلنگ            | نامشخص، اولین تصویر در سال ۱۳۹۷                             | ۲۴ فروردین ۱۳۹۷     | بوزین و مره‌خیل | ۰                 | عدم حفاظت |
| سمندر آتشین     | ۵ فرد                                                       | ۱۴۰۲                | بوزین و مره‌خیل | ۲۳ هزار هکتار     | عدم حفاظت |
| هما             | ۱ بهله                                                      | ۱۴۰۳                | بوزین و مره‌خیل | ۲۳ هزار هکتار     | تحت حفاظت |

## پوشش گیاهی
در حدود ۵۲۷ هزار هکتار از پوشش سطح استان کرمانشاه را جنگل‌ها و ۱ میلیون و ۲۰۰ هزار هکتار را مرتع تشکل می‌دهد که جنگل در حدود ۲۰ درصد از این استان را شامل می‌شود که انواع درخت‌های بلوط ایرانی، بنه، آلبالوی وحشی، زالزالک و گلابی وحشی را در بر می‌گیرد. این جنگل‌ها در حدود کمتر از ۴ درصد از جنگل‌های کل ایران را تشکیل می‌دهند.

### مشکل خشکیدگی جنگل‌ها
در حدود ۱۵۰ هزار هکتار (۲۸ درصد) از جنگل‌های استان کرمانشاه به مقادیر مختلف دچار خشکیدگی هستند که برای حل مشکل خشکیدگی درختان تنها روش به کار برده شد قطع درختان آلوده و تکثیر جنگل‌ها از طریق پاجوش بوده که عملی شدن این راهکارها نیازمند بودجه سالانه در حدود یک میلیارد تومان بوده که تامین نشده است.

### آتش سوزی جنگل‌ها
در حدود ۹۸ درصد از آتش‌سوزی جنگل‌های استان کرمانشاه توسط عوامل انسانی و ۲ درصد از این آتش‌سوزی‌ها بر اثر صاعقه و تابش نور خورشید بوده است. از این میان ۶۵ درصد از آتش‌سوزی‌ها توسط گردشگران، ۱۵ درصد بر اثر اختلافات قومی و جارسوزی و ۱۴ درصد از پادگان‌های نظامی صورت می‌گیرد.

### تاثیر ریزگردها
با نشستن ریزگردها بر روی درختان جنگلی که معمولاً دارای برگ‌های کرک‌دار هستند باعث قطع عمل فوتوسنز در سطح درختان می‌شود که خود باعث تشدید خشکیدگی درختان زاگرس می‌شود.

### گونه‌های در خطر
لالۀ واژگون یکی از گونه‌های گیاهی در خطر انقراض استان کرمانشاه است. دو گونۀ قرمز و سفید این گل در استان کرمانشاه می‌روید که گونۀ قرمز  فراوانی بیشتری دارد. رویش لالۀ واژگون در همۀ ارتفاعات استان کرمانشاه کمابیش اتفاق می‌افتد، اما اصلی‌ترین رویش‌گاه آن ارتفاعات امروله در شهرستان صحنه و ارتفاعات دالاهو در شهرستان دالاهو هستند. فصل گل‌دهی لالۀ واژگون اردیبهشت است. ادارۀ منابع طبیعی و آبخیزداری استان کرمانشاه محدودۀ رویشگاهی این گونه را قُرُق اعلام کرده‎‌ و اجازۀ چرای دام را در این محدوده‌ها نمی‌دهد و از طبیعت‌گران نیز درخواست کرده که از چیدن این گل به شدت اجتناب کنند.

## گستردگی
پژوهش‌ها نشان می‌دهد گونه‌های بسیاری از حیوانات شامل پستانداران، خزندگان، پرندگان و ماهیان در این منطقه زیست می‌کنند. به دلیل شرایط کوهستانی منطقه بسیاری از حیوانات وحشی در این مناطق مشاهده می‌شوند. در کل ۲۲ گونه پستاندار متعلق به ۱۲ خانواده مختلف از پستانداران که در جدول گونه‌های پستانداران شرح داده شده است.
| خانواده        | گونه                      | وضعیت بقا در جهان    |
| -------------- | ------------------------- | -------------------- |
| سگسانان        | شغال طلایی                | کمترین نگرانی        |
| سگ‌سانان        | گرگ                       | کمترین نگرانی        |
| گاوان          | کل و بز                   | گونه آسیب‌پذیر        |
| گربه‌ایان       | گربه وحشی                 | کمترین نگرانی        |
| موشان          | جربیل بلوچی               | کمترین نگرانی        |
| خارپشت‌سانان    | جوجه‌تیغی گوش‌دراز          | کمترین نگرانی        |
| کفتار          | کفتار راه‌راه              | گونه در نزدیکی تهدید |
| تشی‌های بر قدیم | تشی هندی                  | کمترین نگرانی        |
| خرگوشان        | خرگوش صحرایی اروپایی      | کمترین نگرانی        |
| موشان          | جرد ایرانی                | کمترین نگرانی        |
| خفاش‌ناهیدی     | خفاش بال‌بلند              | در نزدیکی تهدید      |
| موشان          | موش خانگی                 | کمترین نگرانی        |
| خرگوش بی‌دم     | خرگوش بی‌دم افغانی         | کمترین نگرانی        |
| گاوان          | قوچ شرقی                  | گونه آسیب‌پذیر        |
| گربه‌ایان       | پلنگ ایرانی               | گونه در معرض خطر     |
| خارپشت‌سانان    | خارپشت ایرانی             | کمترین نگرانی        |
| خفاش‌ناهیدی     | خفاش بال‌سفید              | کمترین نگرانی        |
| خفاش نعل‌بینی   | خفاش نعل بینی مدیترانه ای | در نزدیکی تهدید      |
| سنجاب          | سنجاب ایرانی              | کمترین نگرانی        |
| گرازان         | گراز                      | کمترین نگرانی        |
| خرس            | خرس قهوه‌ای                | کمترین نگرانی        |
| سگ‌سانان        | روباه                     | کمترین نگرانی        |

## مناطق حفاظت شده
| منطقه                            | مساحت         | سال گشایش | گونه‌ها                           |
| -------------------------------- | ------------- | --------- | -------------------------------- |
| پناهگاه حیات وحش بیستون          | ۵۴ هزار هکتار | ۱۳۴۶      | با اهمیت به دلیل ذخیره‌گاه ژنتیکی |
| پناهگاه حیات وحش قراویز          | ۳۵۰۰ هکتار    | ۱۳۹۹      |                                  |
| پناهگاه حیات وحش زله‌زرد          | ۴۰ هزار هکتار | ۱۳۹۹      |                                  |
| منطقه حفاظت‌شده بوزین و مرخیل     | ۲۳ هزار هکتار | ۱۳۷۴      | شوکا                             |
| منطقه حفاظت‌شده قلاجه             | ۴۲ هزار هکتار | ۱۳۷۸      | جنگل‌های بلوط                     |
| منطقه حفاظت‌شده امروله و دالاخانی | ۲۴ هزار هکتار | ۱۳۹۹      |                                  |